# Grands magasins des Cordeliers
Le Grands magasins des Cordeliers est un ancien grand magasin construit à Lyon dans les années 1890 sur la place des Cordeliers par l'architecte Prosper Perrin. Repris par les Galeries Lafayette en 1919, il est considérablement agrandi en 1924-1925. Après 1999, il est occupé par l'enseigne Saturn, puis l'enseigne Boulanger.

## Histoire

### La construction du bâtiment dans les années 1890
En 1890, débute le percement de la rue du Président-Carnot dans le cadre du réaménagement du quartier Grolée. La rue Symphorien-Champier est alors prolongée jusqu'à la place des Cordeliers, tandis que les rues de Pavie et Meissonnier sont supprimées. À leur emplacement, trois immeubles bourgeois entourant une cour commune, avec boutiques en rez-de-chaussée, sont prévus dans l’îlot triangulaire formé par la place des Cordeliers, la rue du Président-Carnot et la rue Symphorien-Champier (îlot M). Ils sont construits en 1895 dans le même style et à la même hauteur que les immeubles de l'îlot situé entre le quai Jules-Courmont et la rue du Président-Carnot. 
L'opération immobilière du quartier Grolée étant un échec financier, la société concessionnaire souhaite disposer d'un apport d'argent frais et passe bail à monsieur Sineux lors de la construction des immeubles pour y installer un grand magasin . En 1895, la société est formée sous le nom de « Société E. Sineux et Cie ». De gros travaux sont alors entrepris par l'architecte Prosper Perrin pour adapter les bâtiments à leur nouvel usage (suppression de murs de refend et d'escaliers et reprise de la distribution des appartements). En 1899, la société est renommée « Grands magasins des Cordeliers ».

### La reprise par les Galeries Lafayette
En 1919, les Galeries Lafayette en prennent la gestion. D'importants travaux de réaménagement et d’extension débutent en 1924 sous la direction de Georges Trévoux, architecte de la Ville de Lyon, auteur du projet, et sous le contrôle de Ferdinand Chanut, architecte des Galeries Lafayette. Deux niveaux sont ajoutés – portant l'ensemble à sept étages – et les façades et toitures sont remaniées afin d'établir des dômes lumineux et des terrasses à des niveaux différents ; ces terrasses doivent être accessibles au public et agrémentées de verdure, statues et vasques de style art déco, œuvres de Louis Bertola, Jean-Louis Chorel, Jean-Baptiste Larrivé et Marcel Renard. Le 8 mars 1925, les agrandissements du magasin sont inaugurés en présence d'Édouard Herriot, maire de Lyon, Justin Godart, ministre du travail, Raoul Meyer, administrateur-délégué des magasins. L'agrandissent vers le haut, lui donnant son qualificatif de « premier gratte-ciel lyonnais »,. 

### Depuis le départ des Galeries Lafayette en 1975
Les Galeries Lafayette sont transférées dans le nouveau centre commercial de la Part-Dieu, ouvert en 1975. Il est envisagé de transférer le World Trade Center de Lyon, situé au 16 de la rue de la République, dans les locaux libérés, mais les négociations entre la municipalité et la chambre de commerce de Lyon échouent. Un nouveau projet est présenté en 1989 avec des partenaires privés. Charles Delfante est chargé de la restructuration du bâtiment qui est surélevé et totalement remodelé. Seuls le rez-de-chaussée, le sous-sol, une mezzanine et deux étages conservent un usage commercial, les autres niveaux étant reconvertis en bureaux. 
Avant 1999, l’enseigne Habitat a remplacé les Galeries Lafayette avant de déménager à La Part-Dieu. En 1999, le magasin Planète Saturn (Saturn depuis 2009) remplace les Galeries Lafayette,. En 2011, les magasins Saturn français sont cédés à l'enseigne Boulanger. Seuls les quatre premiers niveaux sont utilisés par Boulanger.

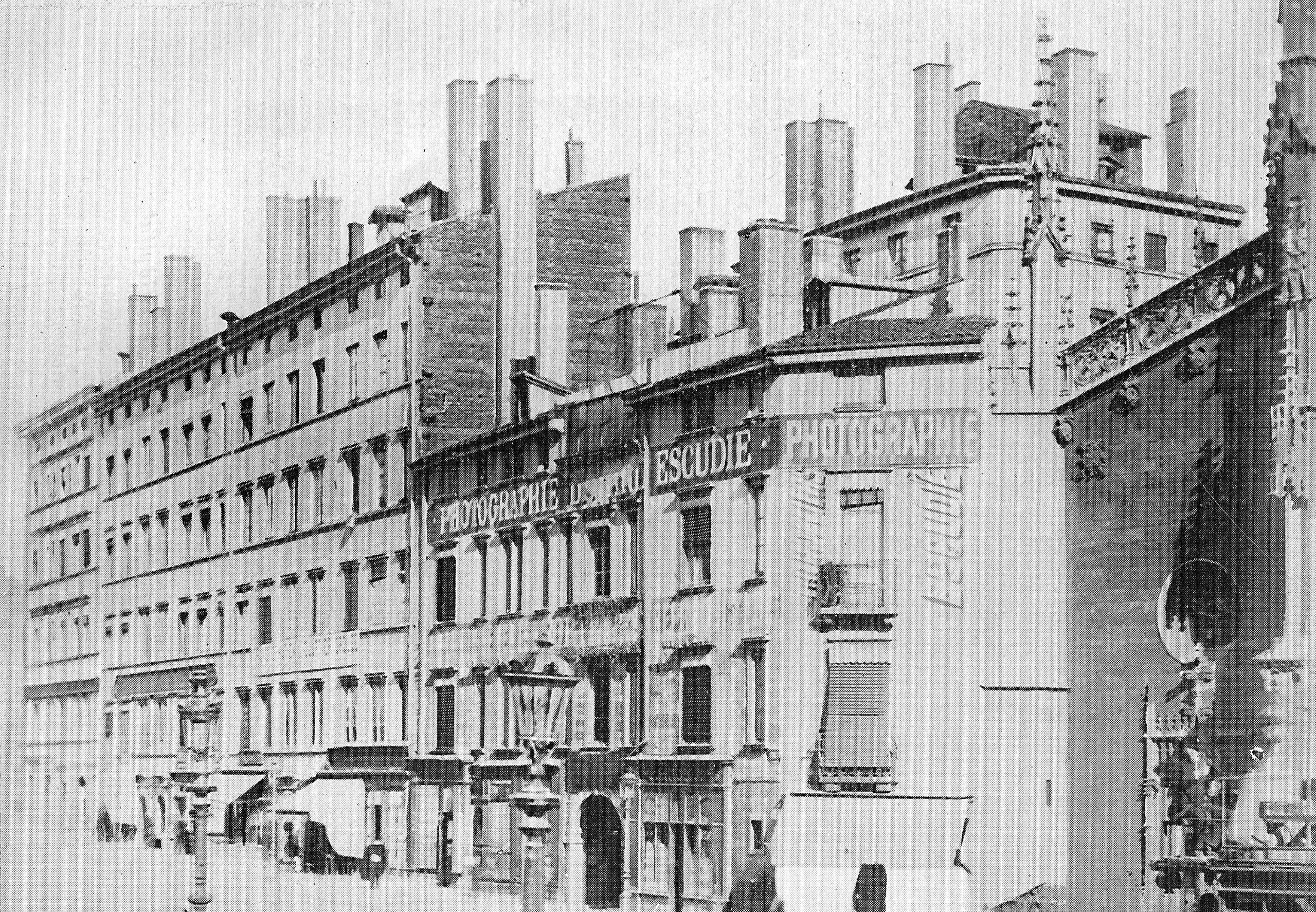
L'emplacement du magasin avant sa construction
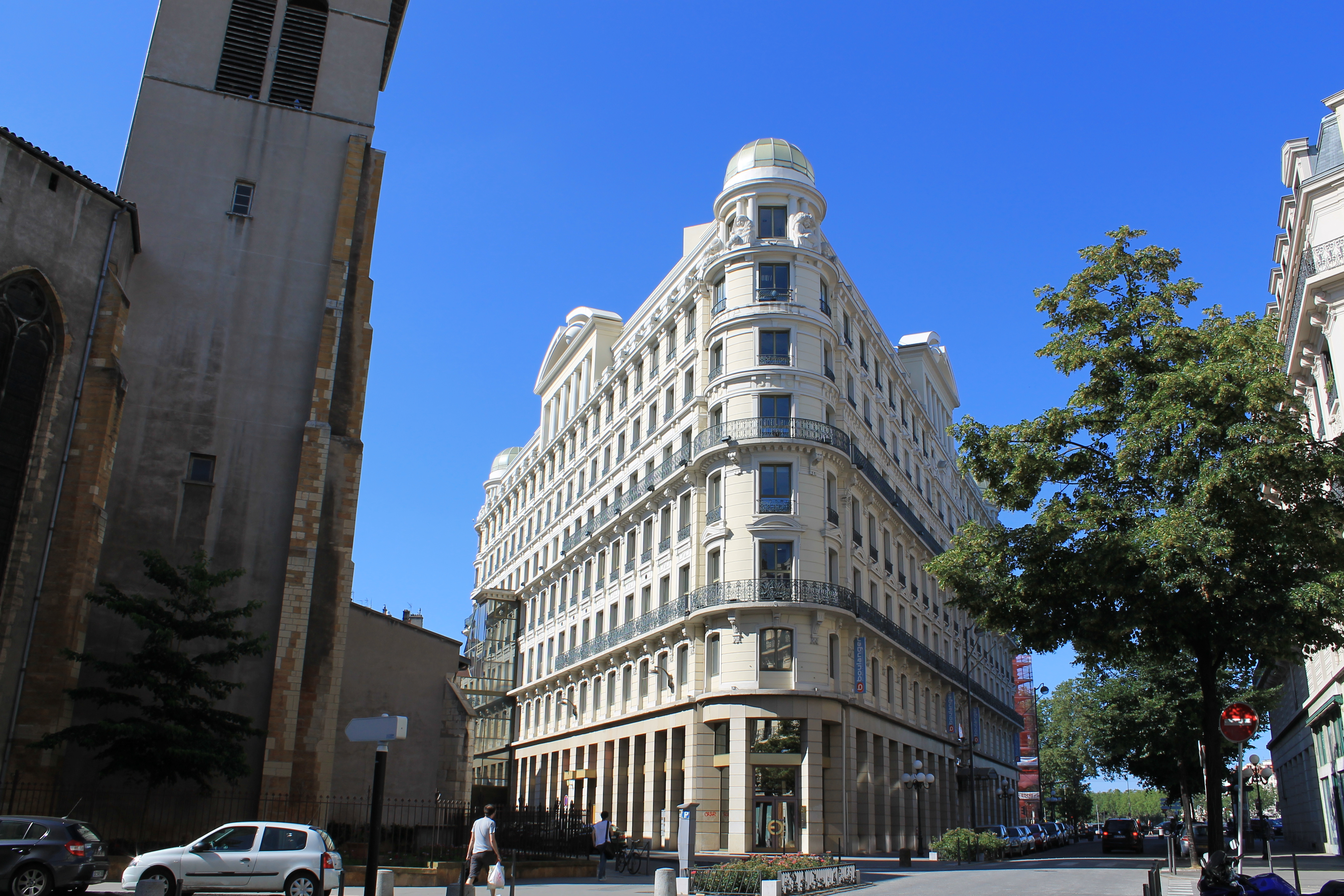
Le magasin depuis la rue Saint-Bonaventure
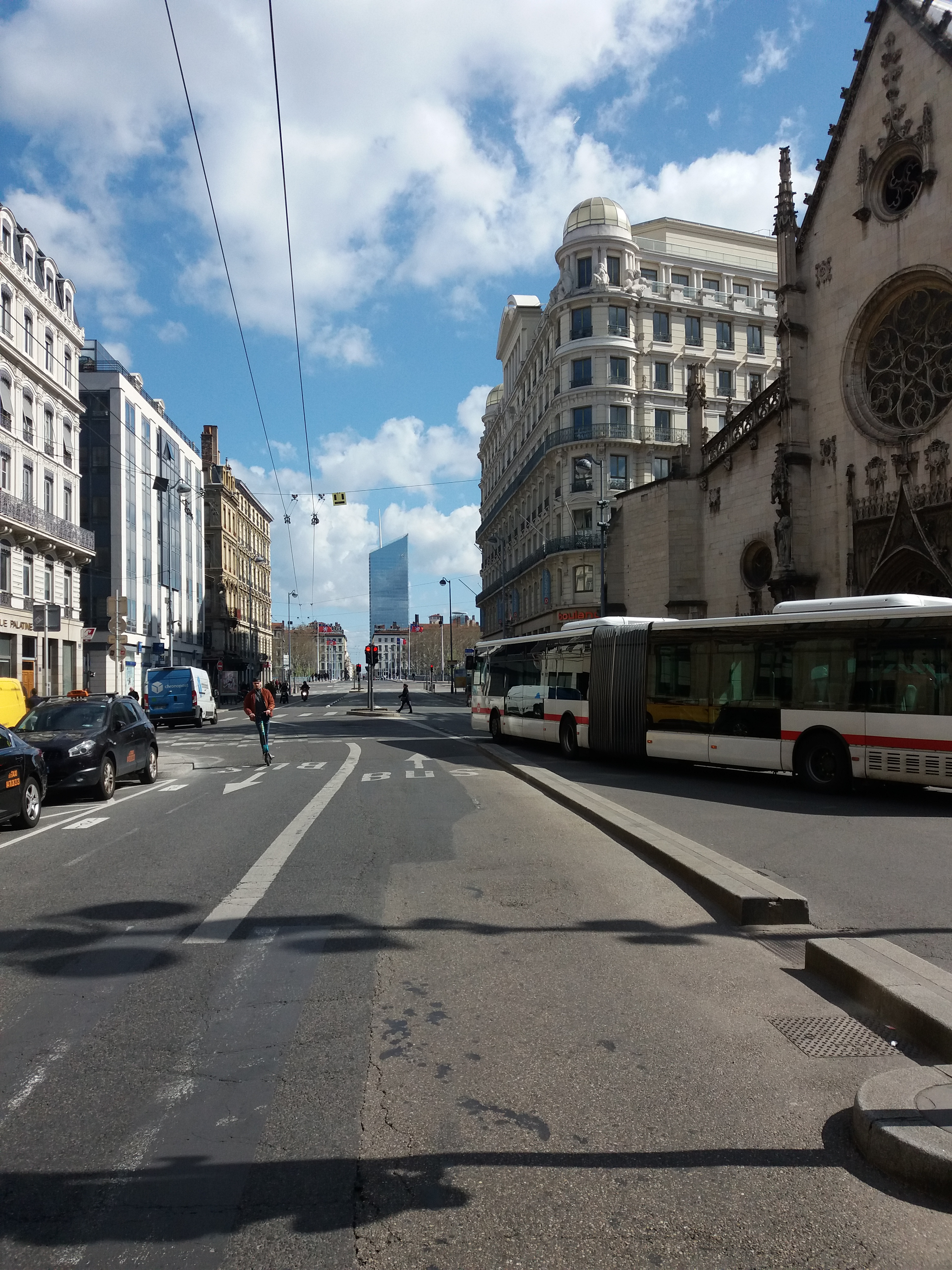
Le magasin sur la place des Cordeliers

## Sources